# Al-Dżumajlijja (Syria)
Al-Dżumajlijja – wieś w Syrii, w muhafazie Idlib. W 2004 roku liczyła 612 mieszkańców.